# Xylodiscula eximia
Xylodiscula eximia är en snäckart som beskrevs av B.A. Marshall 1988. Xylodiscula eximia ingår i släktet Xylodiscula och familjen Xylodisculidae. Inga underarter finns listade i Catalogue of Life.